# Macbeth
|  | Per a altres significats, vegeu «Macbeth (desambiguació)». |

Macbeth (títol complet: The Tragedy of Macbeth, en català: La tragèdia de Macbeth) és una tragèdia de l'escriptor anglès William Shakespeare que es creu que es va representar per primera vegada el 1606. Dramatitza els efectes físics i psicològics perjudicials de l'ambició política en aquells que busquen el poder per si mateix. De totes les obres que Shakespeare va escriure durant el regnat de Jaume I d'Anglaterra, que va ser patró de la companyia actoral de Shakespeare, Macbeth reflecteix amb més claredat la relació del dramaturg amb el seu sobirà. Es va publicar per primera vegada al Foli de 1623, possiblement a partir d'un llibret de producció (prompt book en anglès), i és la tragèdia més curta de Shakespeare.

## Trama

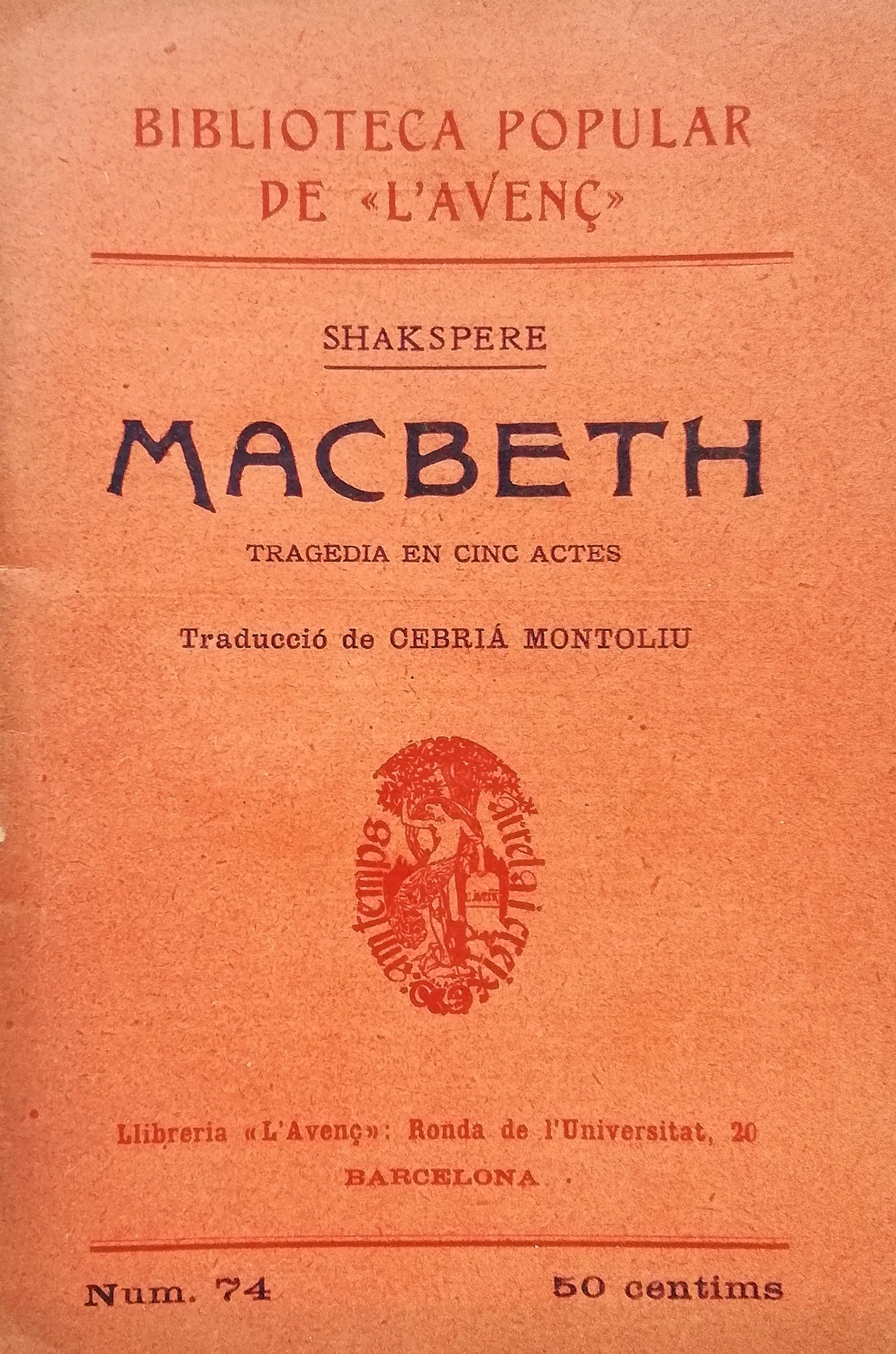
Macbeth, traducció catalana publicada a Barcelona l'any 1907 dins la col·lecció Biblioteca Popular de L'Avenç

Un valent general escocès anomenat Macbeth rep una profecia d'un trio de bruixes que un dia es convertirà en rei d'Escòcia. Consumit per l'ambició i impulsat a l'acció de la seva dona, Macbeth assassina el rei Duncan i pren el tron escocès per si mateix. A continuació, està assaltat de culpa i paranoia. Obligat a cometre cada vegada més assassinats per a protegir-se de l'enemistat i la sospita, aviat es converteix en un governant tirànic. El bany de sang i la consegüent guerra civil porten ràpidament Macbeth i Lady Macbeth als regnes de la bogeria i la mort.

## Referents
La font de Shakespeare per a la història és el relat de Macbeth, rei d'Escòcia, Macduff i Duncan a les Cròniques de Holinshed (1587), una història d'Anglaterra, Escòcia i Irlanda coneguda per Shakespeare i els seus contemporanis, tot i que els esdeveniments de l'obra difereixen àmpliament de la història del veritable Macbeth. Els fets de la tragèdia solen associar-se a l'execució d'Henry Garnet per complicitat en la conspiració de la pólvora de 1605.
En el món del teatre entre bastidors, alguns creuen que l'obra està maleïda i no esmentaran el seu títol en veu alta, en comptes d'això es refereixen a ella com "The Scottish Play". Al llarg de molts segles, l'obra ha atret alguns dels actors més reconeguts als papers de Macbeth i Lady Macbeth. S'ha adaptat al cinema, la televisió, l'òpera, les novel·les, els còmics i altres mitjans.
Shakespeare es va inspirar en uns fets descrits en la Crònica d'Escòcia, escrita per Hollinshed, de la qual va arribar a reproduir passatges sencers en algunes escenes. Pel que fa a la part màgica, va prendre algunes cançons de La bruixa, una obra teatral de Thomas Middleton.

## Context
Aquesta obra va ser un encàrrec que s'havia de presentar el 1606 durant els festeigs del recent coronat rei Jaume d'Escòcia com a rei també d'Anglaterra, al seu cunyat (germà de la seva dona, Anna), el rei de Dinamarca, quan va anar a visitar-lo a Londres.
Shakespeare va escriure l'obra no abans del 1603, any en què va morir la reina Elisabet I d'Anglaterra, sense descendència directa, i va ser l'última monarca dels Tudor. Va ser succeïda per Jaume I d'Anglaterra i VI d'Escòcia, fill de la reina d'Escòcia Maria Stuart, que, a causa d'una revolta provocada pel seu casament amb l'assassí del seu segon marit -el pare de Jaume- en el passat havia hagut de fugir a Anglaterra i refugiar-se a la cort de la seva cosina i rival, Elisabet I, que, d'altra banda, després la faria executar sota el pretext de conspirar contra ella.
L'objectiu d'aquesta obra teatral era, mitjançant la interpretació d'uns fets històrics, recordar l'ajuda que Anglaterra havia prestat a Escòcia, en aquest cas per treure del poder el tirà Macbeth. Un segon objectiu era afalagar el nou rei d'Anglaterra, Jaume I.
El 2013, Àlex Rigola en va fer una versió, estrenada al Teatre Nacional de Catalunya, en la qual, amb unes poques modificacions del text teatral original (la supressió d'una rèplica, addició d'un petit monòleg per part del rei pare mort), el resultat era molt diferent: una crítica ferotge al sistema polític actual i a la classe dirigent, i en particular una forta inquietud per al proper successor si tot continua com està.

## Obra

### Dramatis personae
Els personatges de l'obra són:
| - Duncan, rei d'Escòcia - Els seus fills: - Malcolm, primogènit i hereu. - Donalbain, el seu segon fill. - Els seus generals: - Macbeth, thane de Glamis. - Banquo - Nobles d'Escòcia: Macduff, Lennox, Ross, Menteith, Angus, Caithness. - Fleanci, fill de Banquo. - Siward, comte de Northúmbria, general anglès. - El seu fill, el Jove Siward. - Seyton, oficial al servei de Macbeth. - Un Noi, fill de Macduff. | - Un Metge anglès. - Un Metge escocès. - Un Soldat. - Un Porter. - Un Jai. - Lady Macbeth. - Lady Macduff. - Una Dama Cambrera al servei de Lady Macbeth. - Hecate. - Tres Bruixes. - Aparicions. - Senyors, Cavallers, Oficials, Soldats, Assassins, Criats i Missatgers. |

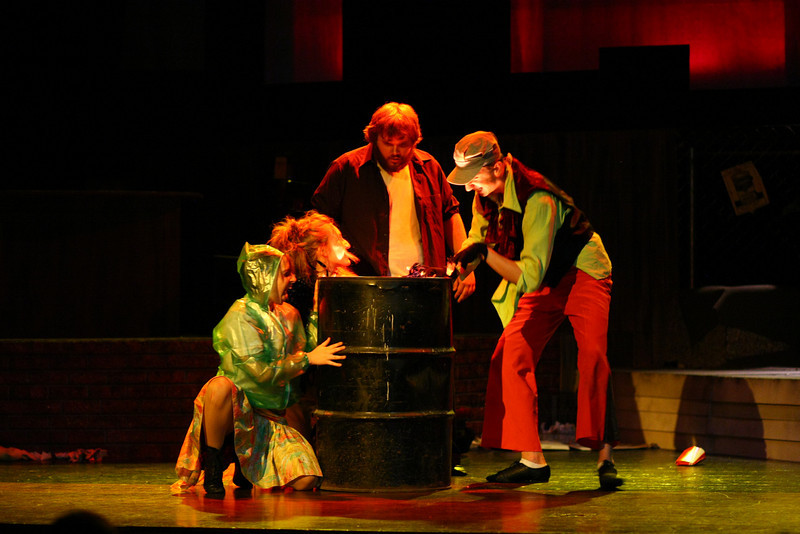
Macbeth amb les tres bruixes

Presentació de Macbeth, el 1935

### Argument

El matrimoni Macbeth sap que rebre el rei Duncan implica accedir que exerceixi el dret de cuixa sobre la dona del seu vassall, presentació del 1935

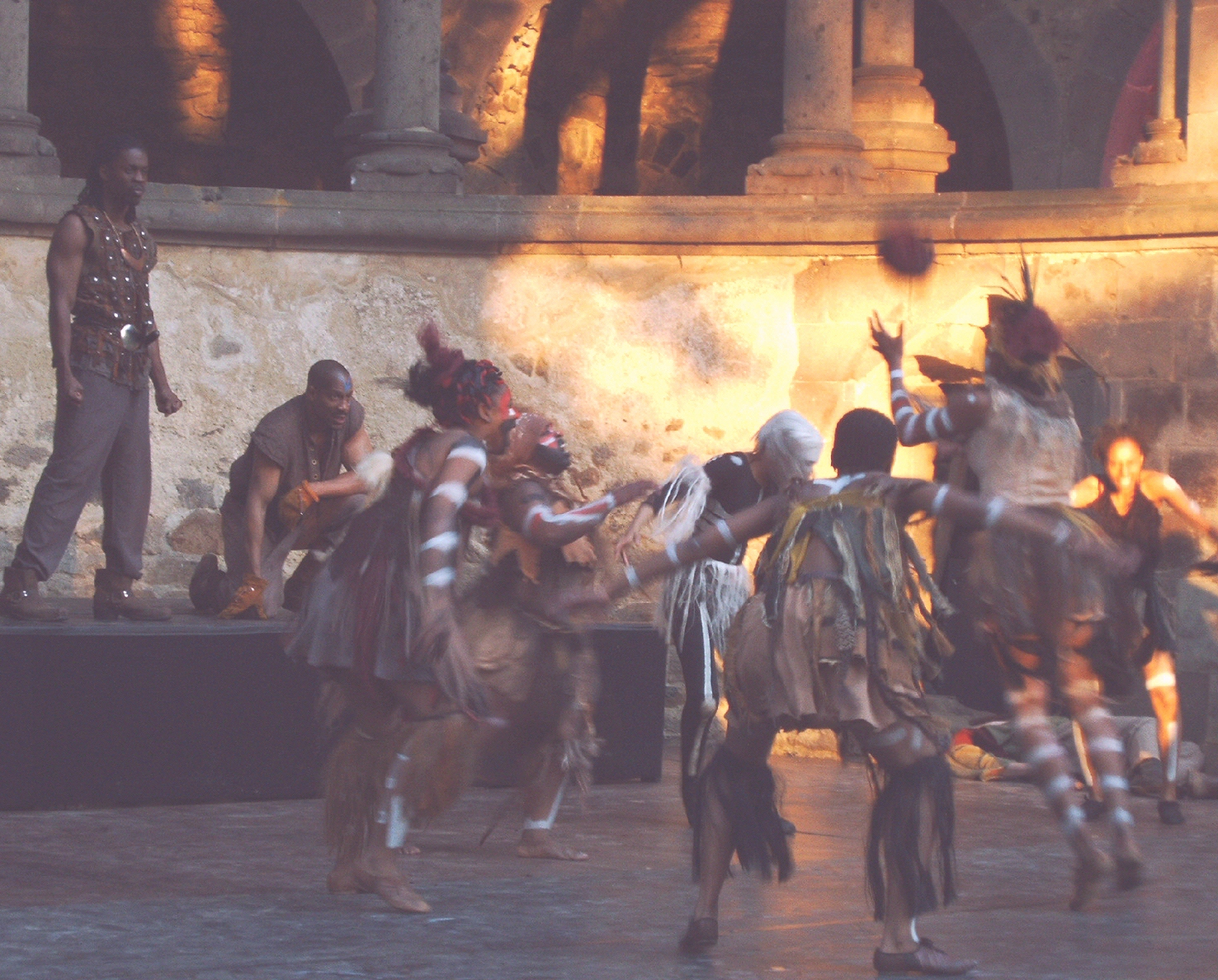
El fantasma de Banquo entre els convidats, any 2004

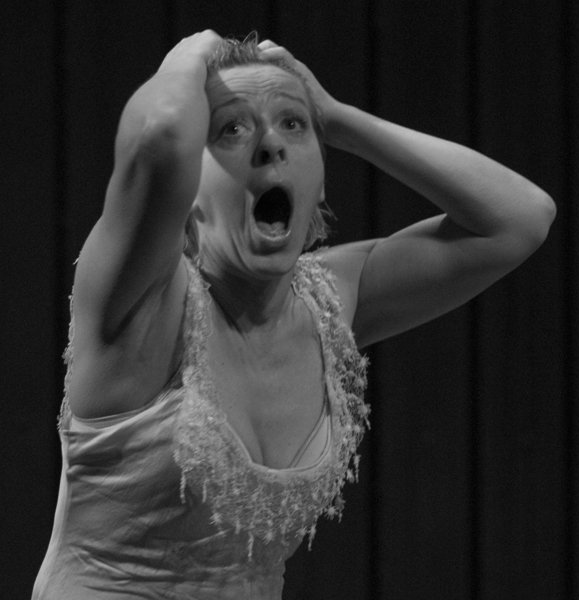
Al contrari que lord Macbeth, que cada cop se sent més còmode amb els seus crims i es va tornant més tirà, lady Macbeth no suporta la culpabilitat pels crims que els han portats al poder, any 2009

Acte I: l'obra comença amb tres bruixes que, enmig d'una tempesta, decideixen anar a trobar un noble anomenat Macbeth. A l'escena següent, es veu com el rei Duncan d'Escòcia rep notícies que els seus generals Macbeth i Banquo han derrotat els exèrcits invasors de Noruega i Irlanda. El missatge explica com gran part del mèrit de la victòria correspon a Macbeth, que hi ha demostrat gran valentia.

Tornant del camp de batalla, Macbeth i Banquo es troben amb les tres bruixes. La primera bruixa saluda Macbeth com a Thane de Glamis, el seu títol ("thane" era el títol nobiliari de senyor feudal a Escòcia) actual. La segona com a Thane de Cawdor, i la tercera com a rei. A Banquo, li profetitzen que els seus descendents seran reis, però ell no. Un cop desapareixen les bruixes, hi arriba el noble Ross, que actuant com a missatger del rei anuncia a Macbeth que, en reconeixement del seu paper en la batalla, se li ha concedit el títol de Thane de Cawdor.

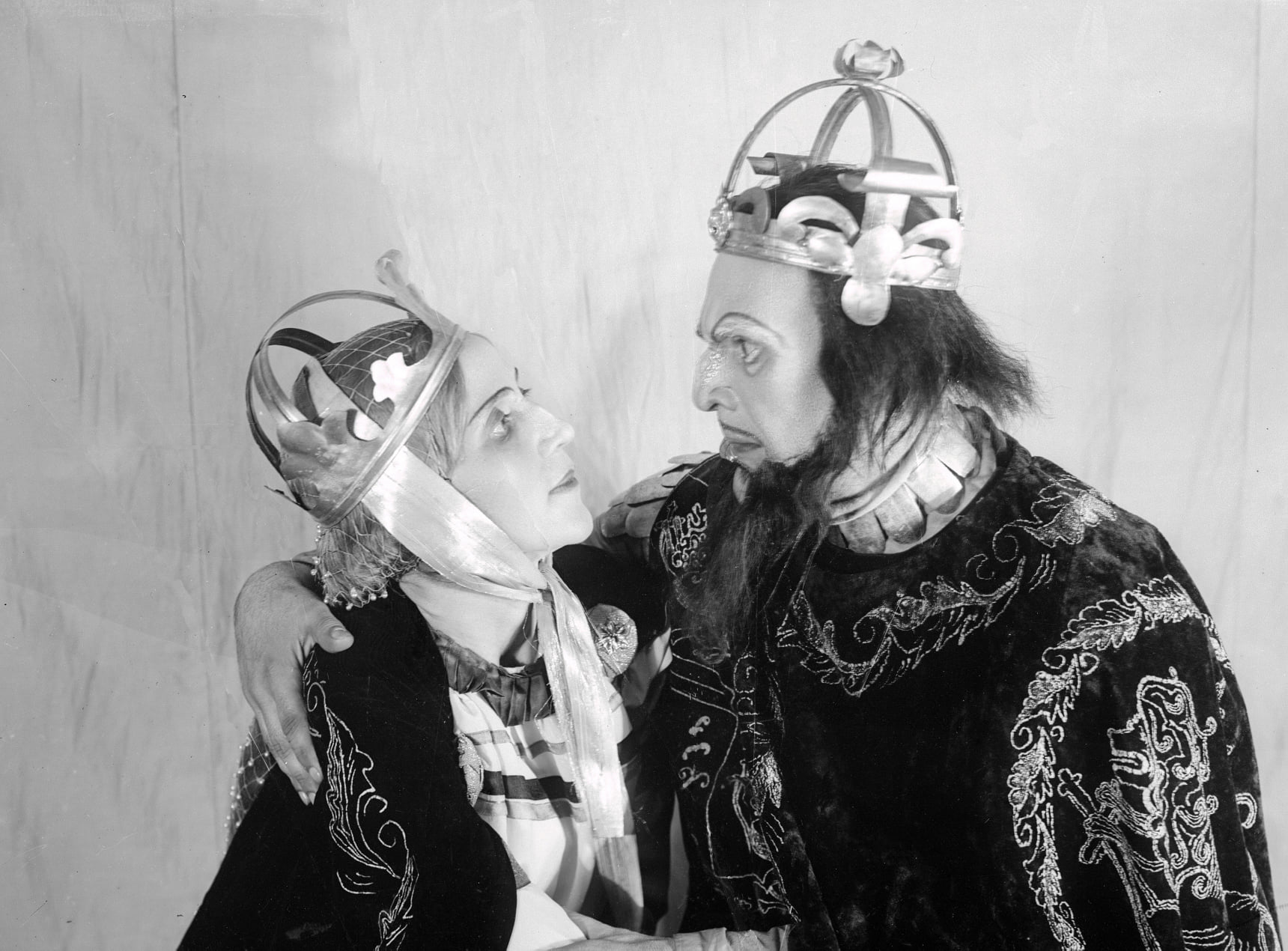
Macbeth, 1935

En veure la primera part de la profecia acomplerta, Macbeth comença a ambicionar el tron. En una carta, explica a la seva esposa les paraules de les bruixes, i lady Macbeth el convenç d'assassinar el rei i usurpar el tron.
Acte II: el rei Duncan celebra un banquet al castell dels Macbeth a Inverness, i durant la nit Macbeth l'assassina. El regicidi causat deixa Macbeth terriblement trastornat i ple de remordiments, i lady Macbeth assumeix el control de la situació. En arribar el matí, i d'acord amb el pla que ella havia ordit, acusa de la mort els servents de Duncan. En un atac de còlera fingit, Macbeth mata els servents abans que puguin defensar la seva innocència. Els fills del rei, Malcolm i Donalbain, sospiten de Macbeth i fugen del país tement per les seves vides. Macbeth utilitza la seva fugida com a pretext per acusar-los de ser al darrere de l'assassinat del seu pare i, com a parent llunyà de Duncan, Macbeth es fa coronar rei d'Escòcia. El thane de Fife, Macduff, desconfia de Macbeth, però no fa públiques les seves sospites.
Acte III: tot i el seu èxit, Macbeth resta intranquil a causa de la profecia dirigida a Banquo. Finalment, Macbeth el convida a un banquet i paga uns assassins perquè els matin a ell i al seu fill Fleance mentre cavalquen de nit. Banquo és assassinat, però Fleance aconsegueix fugir. En el banquet, Macbeth veu com el fantasma de Banquo seu a la seva cadira. Només ell el pot veure, però la resta dels presents el veuen parlant sol i del que diu es pot deduir el seu crim. Lady Macbeth el fa marxar i atribueix els desvaris a una malaltia.
Acte IV: confús, Macbeth decideix tornar a visitar les tres bruixes. Aquestes li revelen noves profecies: la primera li diu que "vigili Macduff"; la segona que "ningú nascut de dona farà mal a Macbeth", i la tercera que no serà derrotat "fins que el gran bosc de Birnam marxi contra seu". En assabentar-se que Macduff ha fugit a Anglaterra i interpretant que les altres dues profecies el guarden de tot mal, Macbeth es queda tranquil. Per assegurar-se'n, però, ordena l'assassinat de tots els residents del castell de Macduff, incloent-hi la seva dona i els seus fills.
Acte V: lady Macbeth deambula somnàmbula pel castell, presa per la culpa pels crims que ella i el seu marit han comès, intentant rentar-se les mans d'imaginàries taques de sang.
Des d'Anglaterra, Malcolm aplega un exèrcit amb el suport del comte de Northúmbria, Macduff, i molts thanes escocesos que, després de les darreres obres de Macbeth, el veuen com un tirà. Acampats al bosc de Birna, l'exèrcit rep ordres de tallar branques dels arbres per camuflar-se mentre avancen cap al castell de Dunsinane, acomplint així la tercera profecia de les bruixes. Mentrestant, Macbeth rep notícies del suïcidi de la seva esposa, i després d'un monòleg es prepara per fer front als atacants. Macbeth mata en duel el fill de Siwurd de Northúmbria i, en enfrontar-se a Macduff, Macbeth presumeix que no pot ser derrotat per cap home nascut de dona. Macduff, però, revela que no va "néixer" de la seva mare, sinó que en va ser arrencat (per cesària). Finalment, Macduff mata Macbeth i acompleix la darrera de les profecies.
En l'escena final, Malcolm és coronat rei. Tanmateix, l'audiència dels temps de Shakespeare sabia que la profecia de les bruixes que feia referència a Banquo (que els seus descendents serien reis) es faria realitat, ja que la tradició feia Jaume VI d'Escòcia (després I d'Anglaterra) un descendent de Banquo.

## Fonts

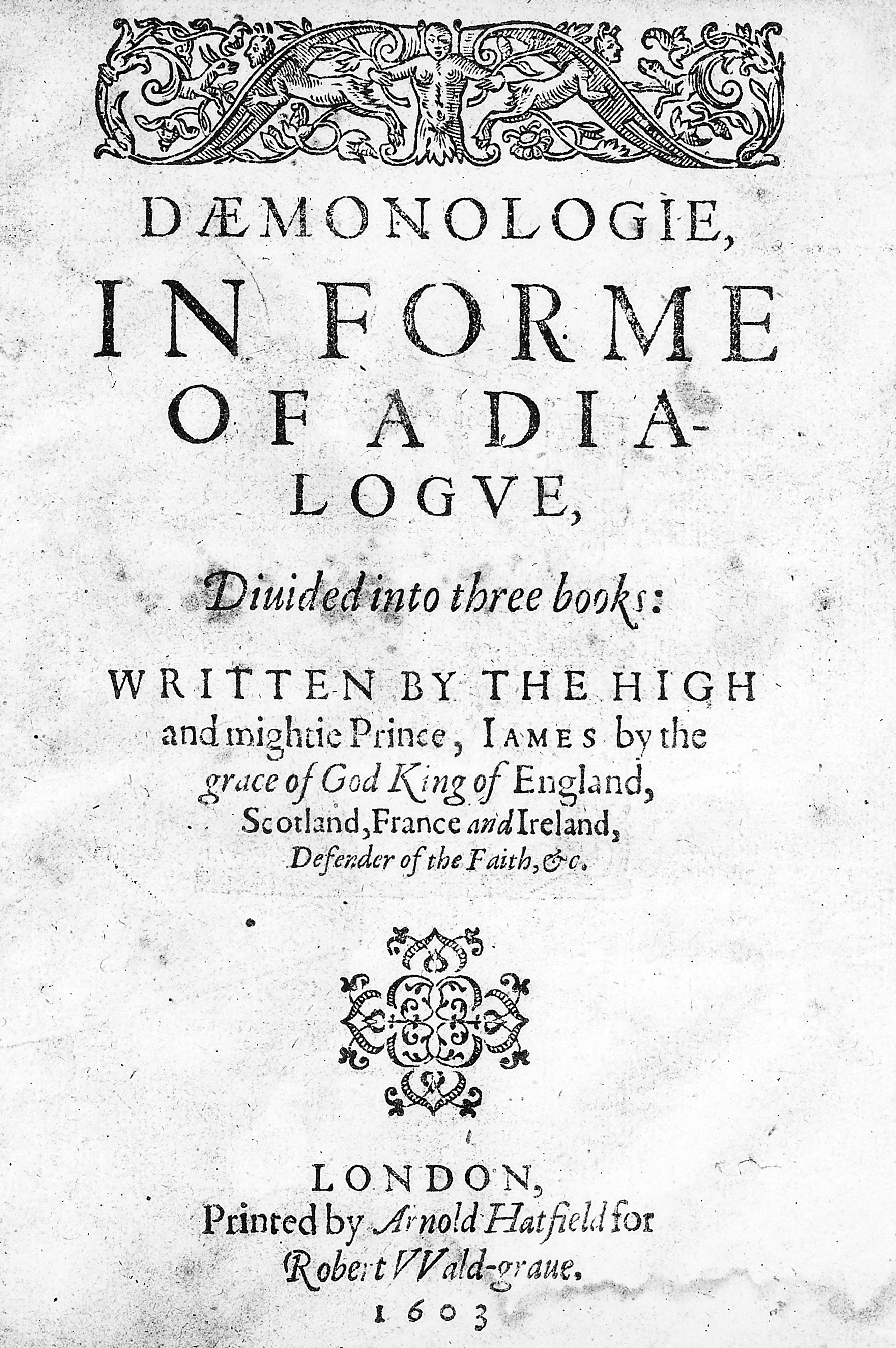
Portada d'una reimpressió del Daemonologie de 1603

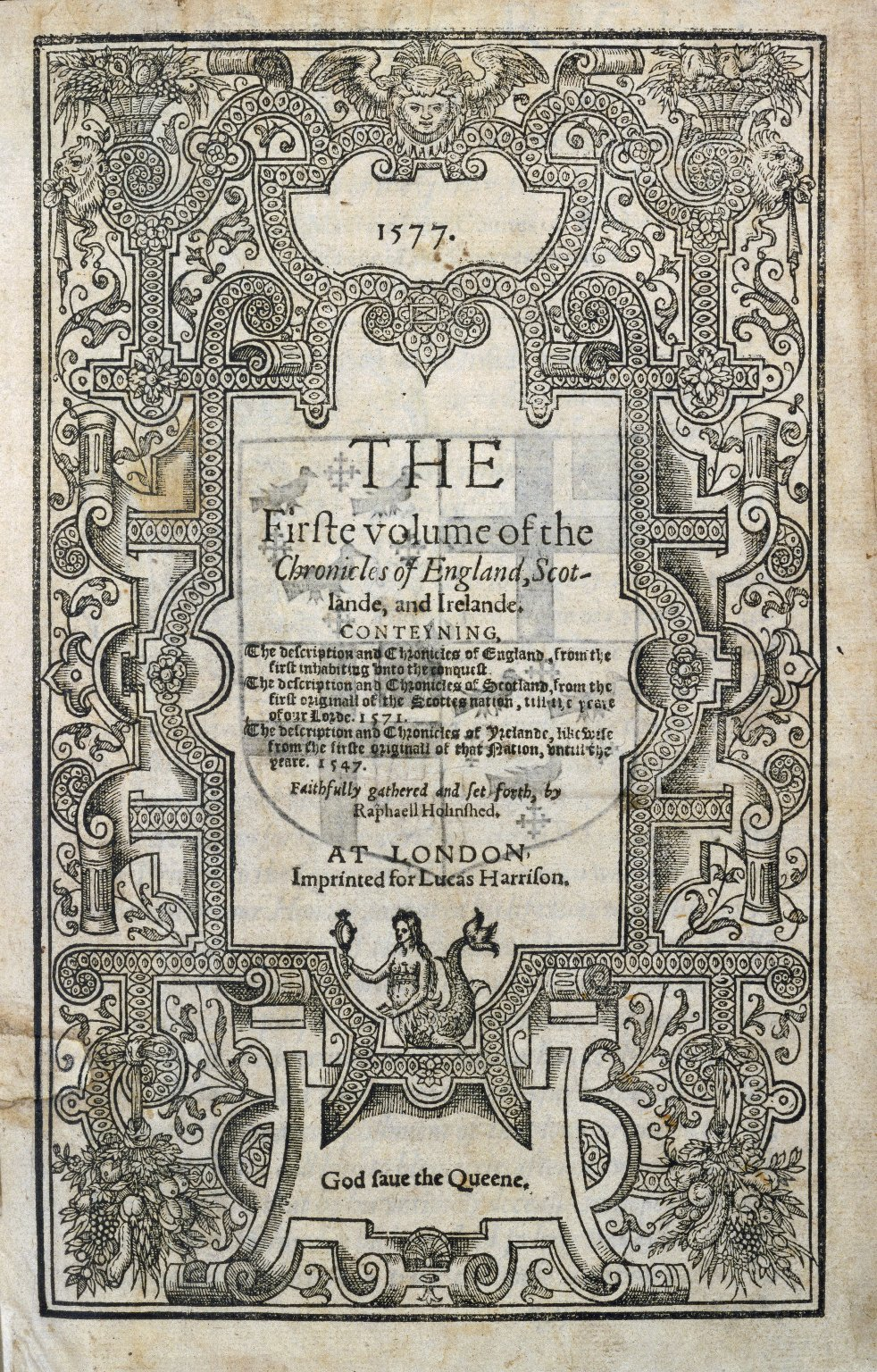
La primera edició de les Cròniques d 'Anglaterra, Escòcia i Irlanda de Raphael Holinshed, impresa el 1577.

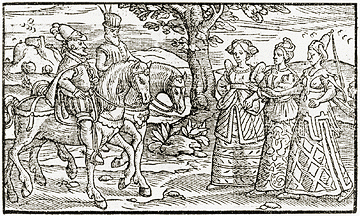
Macbeth i Banquo es troben amb les bruixes de les Cròniques de Holinshed (1577)

## Data i text
Macbeth no es pot datar amb precisió, però se sol prendre com a contemporani de les altres tragèdies canòniques (Hamlet, Otel·lo i El rei Lear). Tot i que alguns erudits han col·locat l'escriptura original de l'obra ja el 1599, la majoria creuen que és poc probable que l'obra s'hagués compost abans del 1603, ja que l'obra és àmpliament vista per celebrar els avantpassats del rei Jaume i l'accés al tron dels Stuart el 1603 (Jaume es creia descendent de Banquo), suggerint que la desfilada de vuit reis —que les bruixes mostren a Macbeth en una visió de l'acte IV— és un elogi per al rei Jaume. Molts erudits pensen que l'obra va ser escrita el 1606 després de la Conspiració de la pólvora, citant possibles al·lusions internes a la Conspiració de 1605 i als seus judicis posteriors. De fet, hi ha un gran nombre d'al·lusions i possibles proves que al·ludeixen a la trama, i, per aquest motiu, molts crítics coincideixen que Macbeth va ser escrit l'any 1606. . Les instruccions de Lady Macbeth al seu marit: "Sembla la flor innocent, però sigues la serp de sota" (1.5.74-75), poden ser una al·lusió a una medalla que es va colpejar el 1605 per commemorar la fugida del rei Jaume que va representar una serp amagada entre lliris i roses.
Particularment, s'ha argumentat que el discurs del Porter (2.3.1-21) en què dona la benvinguda a un "equívoc", un pagès i un sastre a l'infern (2.3.8-13), és una al·lusió al judici del 28 de març de 1606 i execució el 3 de maig de 1606 del jesuïta Henry Garnet, que va utilitzar l'àlies "Farmer", amb "equivocador" referit a la defensa de "equivocació". El porter diu que l'equivocador "va cometre prou traïció per l'amor de Déu" (2.3.9-10), que connecta específicament l'equivocació i la traïció i el vincula amb la creença jesuïta que l'equivocació només era lícita quan s'utilitzava "per l'amor de Déu", reforçant la al·lusió al granat. El porter continua dient que l'equivocador "no podia equivocar-se al cel" (2.3.10-11), fent ressò de bromes pesades que eren vigents la vigília de l'execució de Garnet: és a dir, que Garnet seria "penjat sense equivocacions" i a la seva execució se li va demanar "que no equivoqués amb el seu darrer alè." El "sastre anglès" que el porter admet a l'infern (2.3.13) ha estat vist com una al·lusió a Hugh Griffin, un sastre que va ser interrogat per l'arquebisbe de Canterbury el 27 de novembre i el 3 de desembre de 1607 pel paper que va fer a la "palla miraculosa" de Granat, un famós cap de palla tacat de sang de granat que s'havia congelat en una forma semblant al retrat de Granat, que els catòlics van aclamar com un miracle. El sastre Griffin es va fer notori i es va publicar el tema dels versos amb el seu retrat a la portada.

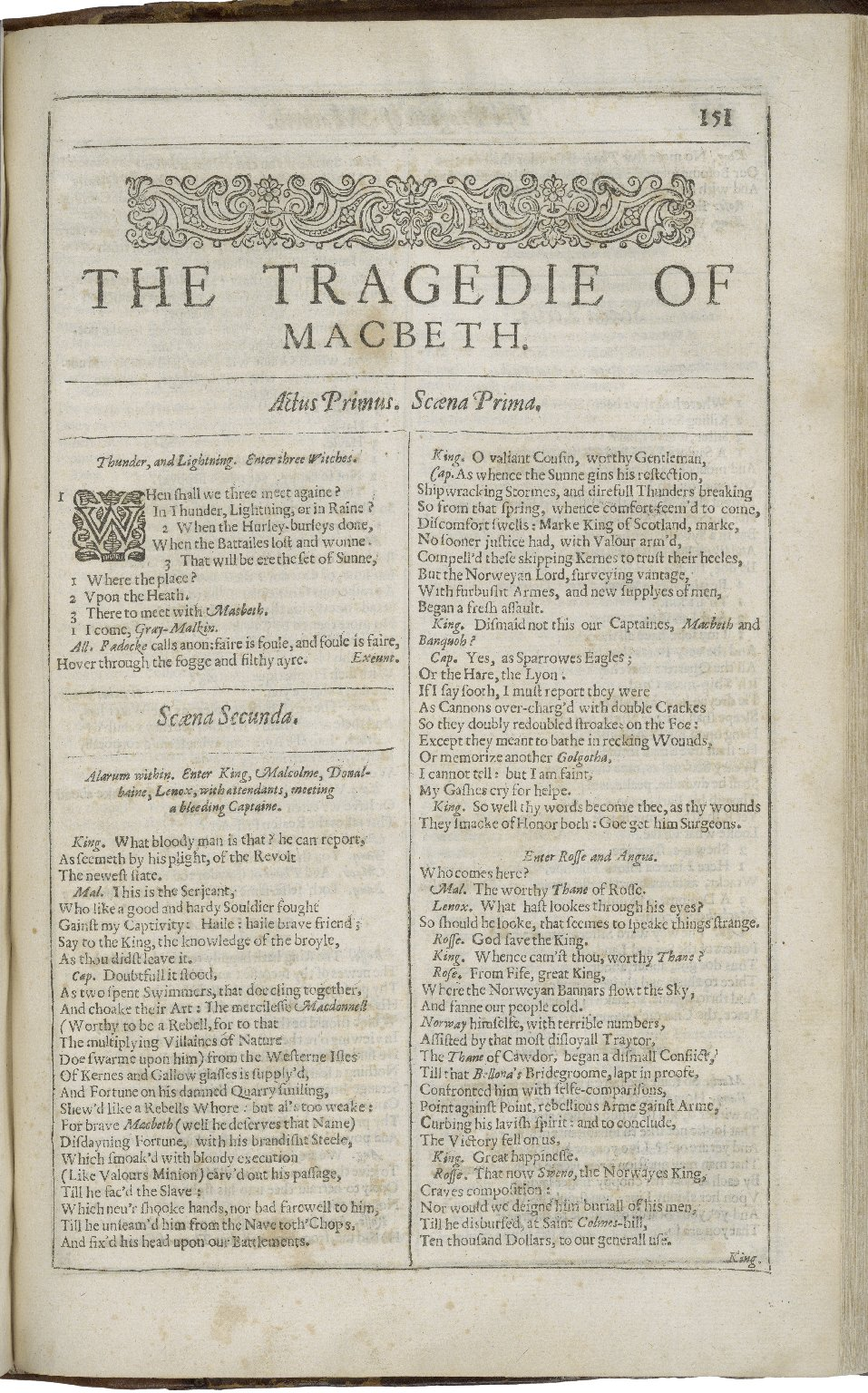
La primera pàgina de Macbeth, impresa al segon foli de 1632

Quan Jaume es va convertir en rei d'Anglaterra, es va establir un sentiment d'incertesa sobre la nació. Jaume era un rei escocès i fill de Maria, reina dels escocesos, una fervent catòlica i traïdora anglesa. En paraules del crític Robert Crawford, "Macbeth era una peça teatral per a una Anglaterra post-isabelina enfrontada al que podria significar tenir un rei escocès. Anglaterra sembla relativament benigna, mentre que el seu veí del nord està embolicat en un sagnant monarca ... Macbeth es podria haver establert a l'Escòcia medieval, però estava ple de material d'interès per a Anglaterra i el governant d'Anglaterra." Els crítics argumenten que el contingut de l'obra és clarament un missatge per a Jaume, el nou rei escocès d'Anglaterra. De la mateixa manera, el crític Andrew Hadfield va assenyalar el contrast que presenta l'obra entre el sant rei Eduard el Confessor d'Anglaterra que té el poder del toc reial per curar l'escròfula i el regne del qual es representa pacífic i pròsper enfront del sagnant caos d'Escòcia. Jaume en el seu llibre The Trew Law of Free Monarchies de 1598 havia afirmat que els reis sempre tenen raó, si no justos, i els seus súbdits li deuen total lleialtat en tot moment, escrivint que, fins i tot si un rei és un tirà, els seus súbdits han de mai no es rebel·li i només suporti la seva tirania pel seu propi bé. Jaume havia argumentat que la tirania era preferible als problemes causats per la rebel·lió que eren encara pitjors; per contra, Shakespeare a Macbeth defensava el dret dels súbdits a derrocar un rei tirà, en el que semblava ser una crítica implícita de les teories de Jaume si s'aplicava a Anglaterra. Hadfield també va assenyalar un aspecte curiós de l'obra, ja que implica que la primogenitura és la norma a Escòcia, però Duncan ha de designar el seu fill Malcolm per ser el seu successor, mentre que Macbeth és acceptat sense protesta pels lairds escocesos com el seu rei malgrat ser usurpador. Hadfield va argumentar que aquest aspecte de l'obra amb els Thanes que aparentment escollien el seu rei era una referència a la pretensió dels Stuart al tron anglès i als intents del Parlament anglès de bloquejar la successió de la mare catòlica de Jaume, Maria, reina d'escocesos. al tron anglès. Hadfield va argumentar que Shakespeare va donar a entendre que Jaume era realment el rei legítim d'Anglaterra, però no devia el seu tron al favor diví tal com ho tindria Jaume, sinó a la voluntat del Parlament anglès d'acceptar el fill protestant del catòlic. Maria, reina dels escocesos, com el seu rei.
Garry Wills proporciona més proves que Macbeth és una obra de pólvora (un tipus de joc que va sorgir immediatament després dels esdeveniments de la Conspiració de la pólvora). Assenyala que cada obra de pólvora conté "una escena de nigromància, un regicida intentat o completat, referències a l'equivocació, escenes que posen a prova la lleialtat mitjançant l'ús d'un llenguatge enganyós i un personatge que veu a través de trames, juntament amb un vocabulari similar a la trama a la seva conseqüències immediates (paraules com tren, cop, volta) i un recull irònic del complot sobre els conspiradors (que cauen al pou que van cavar)."
L'obra utilitza algunes paraules clau que el públic de l'època reconeixeria com a al·lusions a la Conspiració. En un sermó de 1605, Lancelot Andrewes va afirmar, sobre el fracàs dels conspiradors el dia de Déu, "siguin justos o malvats, alegres o tristos (com el diu el poeta) el gran Diespiter," el Pare dels dies "els ha convertit tots dos." Shakespeare comença l'obra fent servir les paraules “just” i “foul” en els primers discursos de les bruixes i Macbeth. En paraules de Jonathan Gil Harris, l'obra expressa "l'horror desencadenat per un suposat subjecte lleial que pretén matar un rei i el paper traïdor de l'equivocació. L'obra fins i tot es fa ressò de certes paraules clau de l'escàndol: la" volta "sota la casa del Parlament en què Guy Fawkes emmagatzemava trenta barrils de pólvora i el "cop" sobre el que un dels conspiradors havia avisat secretament un familiar que planejava assistir a la Cambra del Parlament el 5 de novembre ... Tot i que mai no s'al·ludeix directament a la conspiració, la seva presència és a tot arreu a l'obra, com una olor generalitzada."

Els estudiosos també citen un entreteniment vist pel rei Jaume a Oxford l'estiu del 1605 que presentava tres "sibil·les" com les estranyes germanes; Kermode suposa que Shakespeare podria haver sentit a parlar d'això i en va fer al·lusió amb les estranyes germanes. No obstant això, AR Braunmuller a l'edició de New Cambridge troba que els arguments de 1605-06 no són concloents i només argumenta per una data més antiga de 1603.
Una de les al·lusions suggerides per donar suport a una cita a finals de 1606 és el diàleg de la primera bruixa sobre l'esposa d'un mariner: "" Surt d'aquí, bruixa! "la ronyosa atipada de bistecs. / El seu marit se n'ha anat a Alep, mestre del Tigre "(1.3.6-7). Es creu que això fa al·lusió al Tigre, un vaixell que va tornar a Anglaterra el 27 de juny de 1606 després d'un desastrós viatge en el qual molts dels tripulants van morir per pirates. Unes quantes línies més tard, la bruixa parla del mariner: "Viurà un home prohibeix: / Les nits cansades nou vegades nou" (1.3.21-22). El vaixell real va estar al mar 567 dies, producte de 7x9x9, que s'ha pres com a confirmació de l'al·lusió, que si és correcte, confirma que les escenes de bruixes es van escriure o es van modificar més tard del juliol de 1606.
Es considera que l'obra no s'ha escrit mai més tard del 1607, ja que, com assenyala Kermode, hi ha "al·lusions bastant clares a l'obra el 1607." Una referència notable és a Knight of the Burning Pestle, de Francis Beaumont, realitzada per primera vegada el 1607. Les següents línies (acte V, escena 1, 24-30) són, d'acord amb els estudiosos, una clara al·lusió a l'escena en què el fantasma de Banquo persegueix Macbeth a la taula del sopar:

| When thou art at thy table with thy friends, Merry in heart, and filled with swelling wine, I'll come in midst of all thy pride and mirth, Invisible to all men but thyself, And whisper such a sad tale in thine ear Shall make thee let the cup fall from thy hand, And stand as mute and pale as death itself.[41] | Quan ets a la teva taula amb els teus amics, joiosos de cor, i ple de vi, vaig a venir enmig de tota la teva orgull i alegria, invisible a tots els homes, sinó a tu mateix, i un murmuri trista història a tal en la teva oïda haurà fes-te deixar caure la copa de la teva mà, i quedar-te muda i pàl·lida com la mateixa mort. |
Macbeth es va imprimir per primera vegada al primer foli de 1623 i el foli és l'única font del text. Alguns estudiosos afirmen que el text del Folio va ser abreujat i reordenat a partir d'un manuscrit anterior o d'un llibre ràpid. Sovint es citen com a interpolació les senyals escèniques de dues cançons, les lletres de les quals no s'inclouen al Foli, però s'inclouen a l'obra de teatre The Witch, de Thomas Middleton, que es va escriure entre la data acceptada per Macbeth (1606) i la impressió de el Foli. Molts estudiosos creuen que aquestes cançons van ser inserides editorialment al Foli, encara que no és cert si eren cançons de Middleton o cançons preexistents. També es creu àmpliament que el personatge d'Hècate, així com algunes línies de la Primera Bruixa (4.1 124–31), no formaven part de l'obra original de Shakespeare, sinó que van ser afegits pels editors del Folio i possiblement escrits per Middleton, though tot i que "no hi ha proves completament objectives" d'aquesta interpolació.

## Temes i motius
| The Prince of Cumberland! That is a step On which I must fall down, or else o'erleap, For in my way it lies. Stars, hide your fires; Let not light see my black and deep desires. The eye wink at the hand; yet let that be Which the eye fears, when it is done, to see." Macbeth, acte I, escena IV | El Príncep de Cumberland! Aquest és un graó que, si no salto, em farà ensopegar: el tinc enmig del meu camí. Estrelles, amagueu el vostre foc! No deixeu que cap llum pugui veure els meus fondos i negres desitjos. Que els ulls es tanquin quan les mans actuïn; però que es faci allò que, un cop fet, els ulls no gosen contemplar. |

### Com a tragèdia del personatge
Almenys des dels temps d'Alexander Pope i Samuel Johnson, l'anàlisi de l'obra s'ha centrat en la qüestió de l'ambició de Macbeth, que normalment es veu com un tret tan dominant que defineix el personatge. Johnson va afirmar que Macbeth, encara que estimat per la seva valentia militar, és totalment insultat.
Aquesta opinió es repeteix en la literatura crítica i, segons Caroline Spurgeon, està recolzada pel mateix Shakespeare, que aparentment tenia la intenció de degradar el seu heroi dotant-lo de roba que no li fos adequada i de fer que Macbeth semblés ridícul per diversos nimismes que aplica: les seves peces semblen ja sigui massa gran o massa petit per a ell, ja que la seva ambició és massa gran i el seu personatge massa petit per al seu nou i desagradable paper de rei. Quan se sent "vestit amb túniques prestades", després del seu nou títol de Thane de Cawdor, profetitzat per les bruixes, ha estat confirmat per Ross (I, 3, ll. 108-09), Banquo comenta:
"Hi arriben nous honors, 
com els nostres vestits estranys, no s'enganxen al seu motlle, 
sinó amb l'ajut de l'ús" (I, 3, ll. 145-46). 
I, al final, quan es troben a Dunsinane, Caithness el veu com un home que intenta inútilment fixar-li una gran peça amb un cinturó massa petit:

| He cannot buckle his distemper'd cause Within the belt of rule" (V, 2, ll. 14–15) | "No pot cenyir la seva causa pertorbada amb la corretja de les ordres " |
mentre que Angus, amb un nimisme similar, resumeix el que tothom pensa des de l'arribada de Macbeth al poder:

| "now does he feel his title Hang loose about him, like a giant's robe upon a dwarfish thief" (V, 2, ll. 18–20).[47] | Ara s'adona que el seu títol li va balder com una capa de gegant portada per un lladre petitet. |
Igual que Ricard III, però sense l'exuberància perversament atractiva d'aquest personatge, Macbeth va per la sang fins a la seva inevitable caiguda. Com escriu Kenneth Muir, "Macbeth no té predisposició a l'assassinat; només té una ambició desmesurada que fa que el propi assassinat sembli un mal menor per tal d'aconseguir la corona." Alguns crítics, com E.E. Stoll, expliquen aquesta caracterització com un retard de la tradició senecana o medieval. Segons aquest punt de vista, el públic de Shakespeare esperava que els dolents fossin completament dolents i l'estil senecà, lluny de prohibir un protagonista malvat, ho exigia gairebé.
No obstant això, per a altres crítics, no ha estat tan fàcil resoldre la qüestió de la motivació de Macbeth. Robert Bridges, per exemple, va percebre una paradoxa: un personatge capaç d'expressar un horror tan convincent abans de l'assassinat de Duncan probablement seria incapaç de cometre el crim. Per a molts crítics, les motivacions de Macbeth en el primer acte semblen vagues i insuficients. John Dover Wilson va fer la hipòtesi que el text original de Shakespeare tenia una escena o escenes addicionals on marit i dona discutien els seus plans. Aquesta interpretació no es pot demostrar del tot; no obstant això, el paper motivador de l'ambició per a Macbeth és universalment reconegut. Les accions malignes motivades per la seva ambició semblen atrapar-lo en un cicle de mal creixent, com el mateix Macbeth reconeix:

| "I am in blood Stepp'd in so far that, should I wade no more, Returning were as tedious as go o'er.". | Tinc la sang esclafada fins ara que, si no volgués més, el retorn era tan tediós com anar abans. |
Mentre treballava en les traduccions al rus de les obres de Shakespeare, Boris Pasternak va comparar Macbeth amb Raskolnikov, el protagonista de Crim i càstig de Fiodor Dostoevski. Pasternak argumenta que "ni Macbeth ni Raskolnikov són un criminal nascut o un vilà per naturalesa. Són convertits en criminals per racionalitzacions defectuoses, per deduccions de premisses falses". Continua argumentant que Lady Macbeth és "femenina ... una d'aquestes esposes actives i insistents" que es converteix en el "executiu del seu marit, més resolutiu i coherent que ell mateix". Segons Pasternak, ella només ajuda Macbeth a complir els seus propis desitjos, en detriment seu.

### Com a tragèdia de l'ordre moral
Les desastroses conseqüències de l'ambició de Macbeth no es limiten a ell. Gairebé des del moment de l'assassinat, l'obra representa Escòcia com una terra sacsejada per inversions de l'ordre natural. Pot ser que Shakespeare es proposés una referència a la gran cadena de l'ésser, tot i que les imatges de desordre de l'obra no són prou específiques per donar suport a lectures intel·lectuals detallades. Pot ser que també pretenia un complert elaborat a la creença de Jaume en el dret diví dels reis, tot i que aquesta hipòtesi, descrita amb més detall per Henry N. Paul, no és universalment acceptada. Com a Juli Cèsar, però, les pertorbacions en l'esfera política es fan ressò i fins i tot s'amplifiquen amb esdeveniments del món material. Entre les inversions de l'ordre natural més freqüentment es troba el son. L'anunci de Macbeth que ha "assassinat el son" es reflecteix figurativament al somnambulisme de Lady Macbeth.
El deute generalment acceptat de  Macbeth a la tragèdia medieval és sovint vist com significatiu en el tractament de l'obra d'ordre moral. Glynne Wickham connecta l'obra, a través del Porter, amb una obra de misteri sobre l'infern . Howard Felperin argumenta que l'obra té una actitud més complexa respecte a la "tragèdia cristiana ortodoxa" del que sovint s'admet; veu un parentiu entre l'obra i les obres de tirà dins del drama litúrgic medieval.
El tema de l'androgínia es veu sovint com un aspecte especial del tema del desordre. La inversió dels rols normatius de gènere s'associa més famosament a les bruixes i a Lady Macbeth tal com apareix al primer acte. Sigui quin sigui el grau de simpatia de Shakespeare amb aquestes inversions, l'obra acaba amb un profund retorn als valors normatius de gènere. Alguns crítics psicoanalítics feministes, com Janet Adelman, han relacionat el tractament de l'obra sobre els rols de gènere amb el seu tema més ampli d'ordre natural invertit. En aquest sentit, Macbeth és castigat per la seva violació de l'ordre moral en ser eliminat dels cicles de la natura (que es consideren dones); la naturalesa mateixa (tal com es plasma en el moviment de Birnam Wood) forma part de la restauració de l'ordre moral.

### Com a tragèdia poètica
Els crítics de principis del segle xx van reaccionar contra el que consideraven una dependència excessiva de l'estudi del personatge en la crítica de l'obra. Aquesta dependència, tot i que està més relacionada amb Andrew Cecil Bradley, és clara ja a l'època de Mary Cowden Clarke, que va oferir relats precisos, encara que fantàstics, de les vides predramàtiques de les pistes femenines de Shakespeare. Va suggerir, per exemple, que el nen a què es refereix Lady Macbeth en el primer acte va morir durant una insensata acció militar.

### Bruixeria i malvat

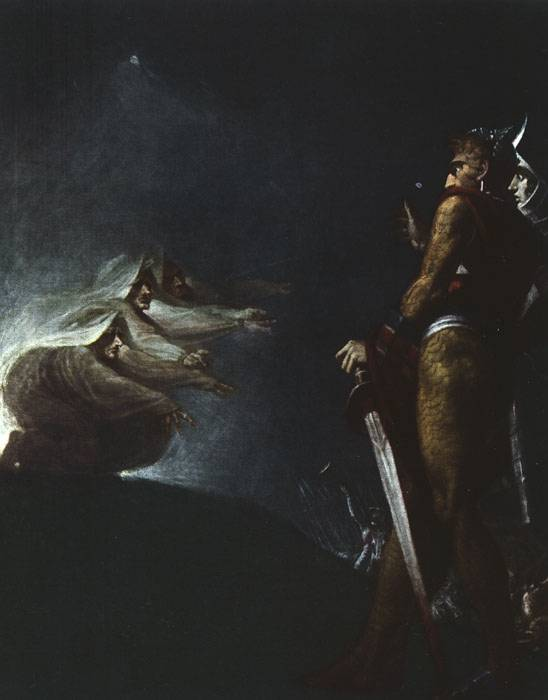
Macbeth i Banquo amb les bruixes de Henry Fuseli

A l'obra, les Tres Bruixes representen la foscor, el caos i el conflicte, mentre que el seu paper és d'agents i de testimonis. La seva presència comunica traïció i destrucció imminent. En temps de Shakespeare, les bruixes eren vistes com pitjors que els rebels, "el més famós banderer i rebel que pot haver-hi." No només eren traïdors polítics, sinó també traïdors espirituals. Gran part de la confusió que se'n deriva prové de la seva capacitat per estendre les fronteres de l'obra entre la realitat i el sobrenatural. Estan tan profundament arrelats en ambdós mons que no és clar si controlen el destí o si només són els seus agents. Desafien la lògica, sense estar sotmesos a les regles del món real. Es diu que les línies de les bruixes al primer acte:" Fair is foul, and foul is fair: Hover through the fog and filthy air" (El bell és lleig,i el lleig és bell. Amunt, amunt, entre la boira i l'aire immund - Acte 1, escena 1) que sovint estableix el to de la resta de l'obra establint una sensació de confusió. De fet, l'obra està plena de situacions en què el mal es representa com a bé, mentre que el bé es torna mal. La línia: "Double, double toil and trouble," (Doble, doble treball i problemes), comunica clarament la intenció de les bruixes: només busquen problemes per als mortals que els envolten. Els encanteris de les bruixes són molt similars als encanteris de la bruixa Medusa a l'obra Fidele and Fortunio d'Anthony Munday publicada el 1584, i Shakespeare pot haver estat influït per aquests.
Tot i que les bruixes no diuen directament a Macbeth que mati el rei Duncan, utilitzen una forma subtil de temptació quan li diuen que està destinat a ser rei. Posant aquest pensament en la seva ment, el guien efectivament en el camí cap a la seva pròpia destrucció. Això segueix el patró de temptació utilitzat a l'època de Shakespeare. Primer, van argumentar, un pensament es posa en la ment d'un home, i després la persona pot gaudir del pensament o rebutjar-lo. Macbeth s'hi complau, mentre que Banquo ho rebutja.
Segons JA Bryant Jr., Macbeth també fa ús de paral·lelismes bíblics, sobretot entre l'assassinat del rei Duncan i l'assassinat de Crist:
| « | No importa com es miri, ja sigui com a història o com a tragèdia, Macbeth és clarament cristià. Es pot comptar simplement les al·lusions bíbliques com ha fet Richmond Noble; es pot anar més enllà i estudiar els paral·lelismes entre la història de Shakespeare i les històries de Saül i Jezabel de l'Antic Testament, tal com ha fet la senyoreta Jane H. Jack; o es pot examinar amb W.C. Curry la degeneració progressiva de Macbeth des del punt de vista de la teologia medieval. | » |

## Estructura

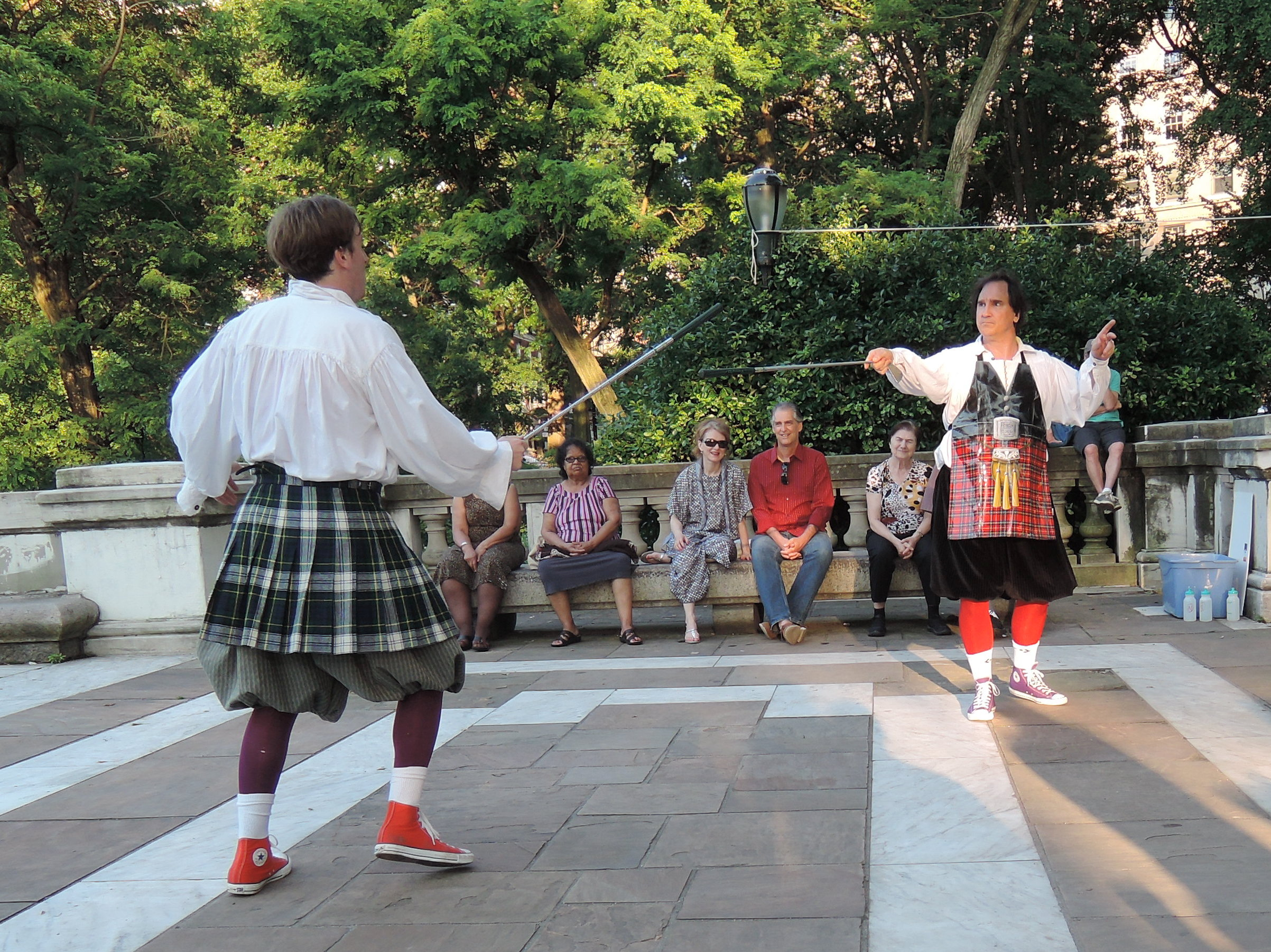
Macbeth, 2013

Shakespeare es basa en els principis de la tragèdia d'ordre per construir les tragèdies Macbeth, Hamlet i Juli Cèsar. L'esquema d'aquest tipus de tragèdia consisteix en l'assassinat d'una figura d'ordre (Duncan, Hamlet pare, Juli Cèsar) per un usurpador o conspirador (Macbeth, el rei Claudi, Brutus amb d'altres) i el posterior restabliment de l'ordre per un venjador (Macduff, Hamlet fill, Octavi i Marc Antoni).

## Historial de representacions

### A l'època de Shakespeare i a l'interregne
L'únic testimoni presencial de Macbeth a la vida de Shakespeare va ser enregistrat per Simon Forman, que va veure una representació al the Globe el 20 d'abril de 1610. Els erudits han observat discrepàncies entre el relat de Forman i l'obra tal com apareix al Foli. Per exemple, no fa esment de l'escena de l'aparició, ni d'Hecate, de l'home que no és de dona nascuda, ni de Birnam Wood. No obstant això, Clark observa que els relats de Forman sovint eren inexactes i incomplets (per exemple, ometent l'escena de l'estàtua de The Winter's Tale) i el seu interès no semblava estar en "donar compte complet de les produccions."
Com s'ha esmentat anteriorment, alguns pensen que el text del Foli és una alteració de l'obra original. Això ha conduït a la teoria que l'obra tal com la coneixem pel Foli era una adaptació per a la representació al Blackfriars Theatre (seu dels King's Men des de 1608), i fins i tot es va especular que representaria una representació específica abans del rei Jaume. L'obra conté més acotacions musicals que qualsevol altra obra del cànon, així com un ús significatiu d' efectes sonors.

### Restauració iseglexviii
| «                                                                   | El calfred de la tomba semblava sobre tu quan la miraves; hi havia el silenci i la humitat de la casa d'antiguitats a mitjanit ... la teva carn es va colar i la respiració es va tornar incòmoda ... l'olor de la sang et va ser palpable.. | » |
| — —Sheridan Knowles sobre l'escena de sonambulisme de Sarah Siddons | |   |

El govern purità va tancar tots els teatres el 6 de setembre de 1642. Després de la restauració de la monarquia el 1660, es van establir dues companyies de patents (la King's Company i la Duke's Company) i el repertori teatral existent es va dividir entre elles. Sir William Davenant, fundador de Duke's Company, va adaptar l'obra de Shakespeare als gustos de la nova era, i la seva versió dominaria a l'escenari durant uns vuitanta anys. Entre els canvis que va fer hi va haver l'ampliació del paper de les bruixes, la introducció de noves cançons, danses i "vol", i l'ampliació del paper de Lady Macduff com a embolcall a Lady Macbeth. No obstant això, hi va haver actuacions fora de les companyies de patents: entre les evasions del monopoli de Duke's Company hi havia una versió de titelles de Macbeth.
Macbeth era un dels favorits del diarista del segle xvii Samuel Pepys, que va veure l'obra el 5 de novembre de 1664 ("va actuar admirablement"), el 28 de desembre de 1666 ("va actuar de manera excel·lent"), deu dies després, el 7 de gener de 1667 ("encara que jo el vaig veure darrerament, però [sembla] una obra excel·lent en tots els aspectes "), el 19 d'abril de 1667 (" una de les millors obres per a una etapa ... que he vist mai "), de nou el 16 d'octubre de 1667 (" es va molestar en veure a Young, que en el millor dels casos és un mal actor, actuar com Macbeth a l'habitació de Betterton, qui, pobre home, està malalt ", i de nou tres setmanes més tard, el 6 de novembre de 1667 (" [a] Macbeth, que encara ens agrada poderosament "), una vegada més el 12 d'agost de 1668 (" vam veure Macbeth, amb el nostre gran contingut "),i, finalment, el 21 de desembre de 1668, data en què el rei i la cort també estaven presents al públic.
Les primeres actuacions professionals de Macbeth a Amèrica del Nord van ser probablement les de The Hallam Company.
El 1744, David Garrick va reviure l'obra, abandonant la versió de Davenant i publicant-la "tal com estava escrita per Shakespeare". De fet, aquesta afirmació era en gran manera falsa: va conservar gran part del negoci més popular de Davenant per a les bruixes i va escriure ell mateix un llarg discurs de mort per a Macbeth. I va reduir més del 10% de l'obra de Shakespeare, inclòs el porter borratxo, l'assassinat del fill de Lady Macduff i les proves de Malcolm sobre Macduff. Hannah Pritchard va ser la seva companya d'escena més gran, amb la seva estrena com a Lady Macbeth el 1747. Més tard deixaria l'obra del seu repertori quan es retirà dels escenaris. La senyora Pritchard va ser la primera actriu a aconseguir elogis en el paper de Lady Macbeth, almenys en part a causa de l'eliminació del material de Davenant, que va fer irrellevants contrastos morals amb Lady Macduff. . La interpretació de Garrick es va centrar en la vida interior del personatge, dotant-lo d'una innocència vacil·lant entre el bé i el mal, i traït per influències externes. Va retratar un home capaç d'observar-se a si mateix, com si una part d'ell quedés intacta pel que havia fet, l'obra el modelava en un home sensible en lloc de caure en un tirà.
John Philip Kemble va interpretar a Macbeth per primera vegada el 1778. Encara que normalment es considera l'antítesi de Garrick, Kemble no obstant això va refinar aspectes de la seva interpretació. No obstant això, va ser la "imponent i majestuosa" Sarah Siddons (germana de Kemble) qui es va convertir en una llegenda en el paper de Lady Macbeth. A diferència de la representació salvatge i demoníaca de Hannah Pritchard, Lady Macbeth de Siddons, tot i que terrorífica, era tanmateix humana, en les escenes en què expressa el seu pesar i remordiment. I en retratar les seves accions com per amor al seu marit, Siddons va desviar-li part de la responsabilitat moral de la matança de l'obra. Sembla que el públic ha trobat l'escena del somnambulisme especialment fascinant: Hazlitt va dir que “tots els seus gestos eren involuntaris i mecànics ... Va planejar dins i fora de l'escenari gairebé com una aparició."
El 1794, Kemble va prescindir del fantasma de Banquo, cosa que va permetre al públic veure la reacció de Macbeth tal com la veuen la seva dona i els seus convidats, i es va basar en el fet que l'obra era tan coneguda que el seu públic ja sabria que un fantasma entra en aquest moment.
Ferdinand Fleck, notable com el primer actor alemany a presentar els tràgics papers de Shakespeare en la seva plenitud, va interpretar a Macbeth al Teatre Nacional de Berlín des de 1787. A diferència dels seus homòlegs anglesos, va retratar el personatge aconseguint la seva talla després de l'assassinat de Duncan, creixent en presència i confiança: permetent així contrastos forts, com en l'escena del banquet, que va acabar balbuciant com un nen.

### seglexix
| «             | Tothom sembla pensar que la senyora McB és una monstruositat i que només es pot veure que és una dona - una dona equivocada - i feble - no és un colom - per descomptat que no - però abans de res una dona. | » |
| — Ellen Terry | |   |

Les representacions fora dels teatres de patents van ser fonamentals per acabar amb el monopoli. Robert Elliston, per exemple, va produir una adaptació popular de Macbeth el 1809 al Royal Circus descrit en la seva publicitat com "aquesta inigualable peça de representació pantomímica i coral", que eludia la il·legalitat de dir les paraules de Shakespeare mitjançant l'acció mimada, el cant i el doggerel vers escrit per JC Cross.

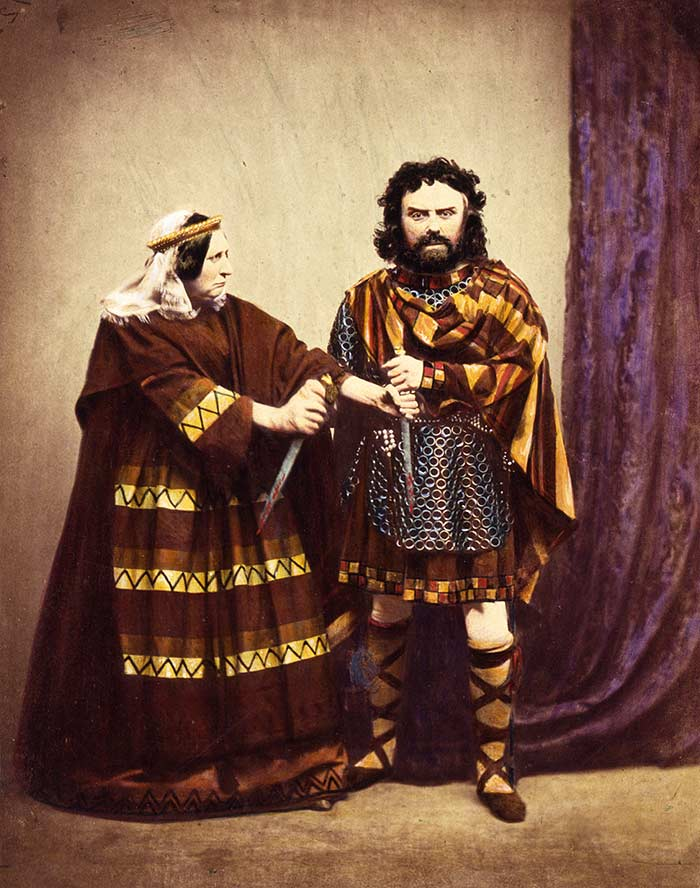
Ellen Kean i Charles Kean com els Macbeth, amb vestits històricament precisos, per a una producció de 1858

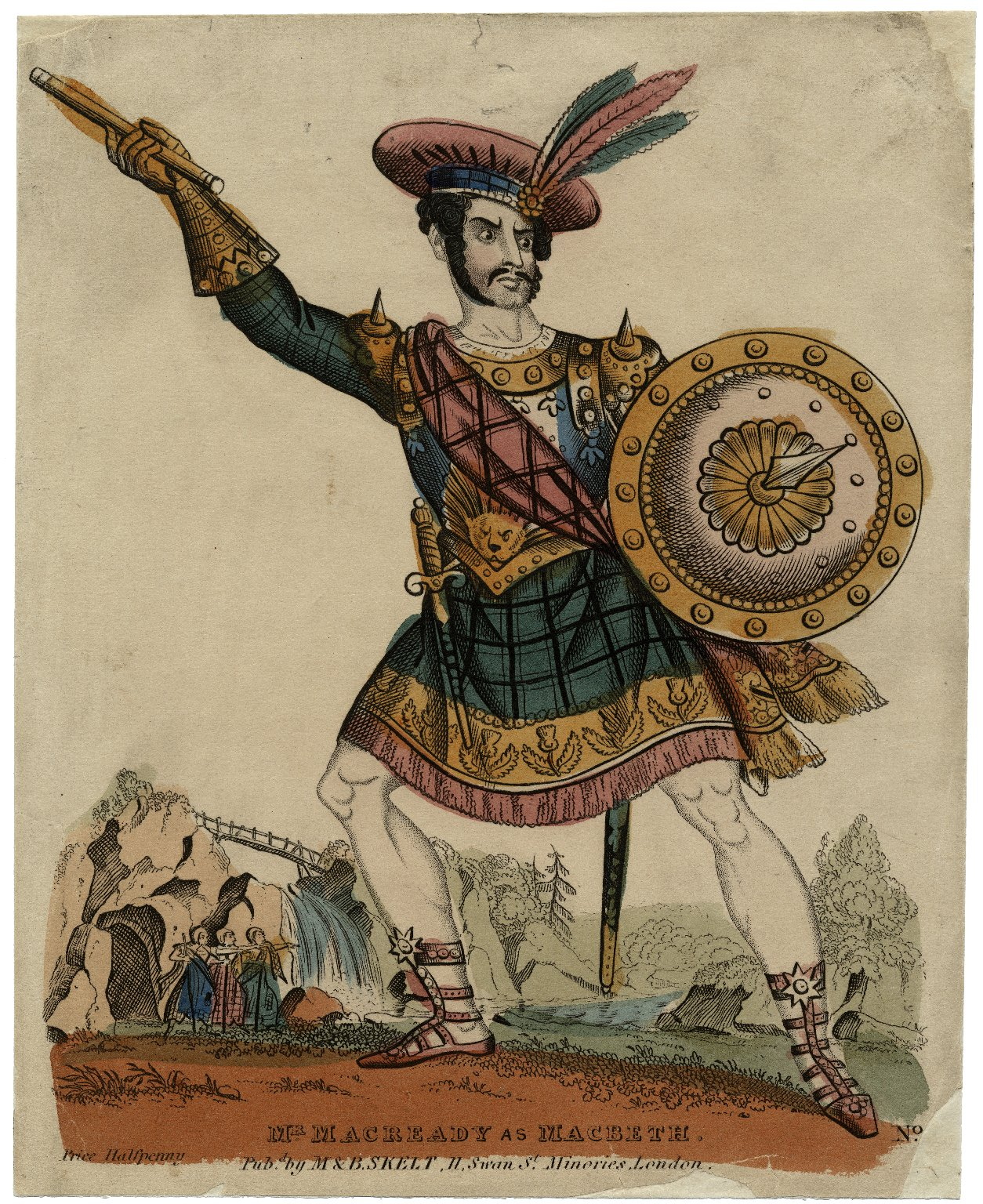
Una impressió de William Charles Macready interpretant a Macbeth, d'una representació de mitjan

El 1809, en un intent infructuós d'assumir Covent Garden, Kemble va instal·lar llotges privades, augmentant els preus d'admissió per pagar les millores. La presentació inaugural del recentment renovat teatre va ser Macbeth, que es va veure interrompuda durant més de dos mesos amb crits de "Vells preus!" i "No hi ha capses privades!" fins que Kemble va capitular davant les demandes dels manifestants.
Edmund Kean al Drury Lane va fer una representació psicològica del personatge central, amb un toc comú, però finalment no va tenir èxit en el paper. No obstant això, va obrir el camí a la representació més aclamada del segle xix, la de William Charles Macready. Macready va jugar el paper durant un període de 30 anys, primer a Covent Garden el 1820 i finalment en la seva actuació de retir. Tot i que el seu joc va evolucionar al llarg dels anys, es va destacar per la tensió entre els aspectes idealistes i els aspectes venals més febles del personatge de Macbeth. La seva posada en escena va estar plena d'espectacles, incloent diverses elaborades processons reials.
El 1843 la Llei de regulació dels teatres va acabar amb el monopoli de les empreses patentadores. Des d'aquest moment fins al final de l'era victoriana, el teatre de Londres va estar dominat pels actors-gestors, i l'estil de presentació era "pictòric": escenaris de prosceni plens d'escenografies espectaculars, sovint amb escenaris complexos, grans repartiments amb vestits elaborats i ús freqüent de tableaux vivant. Charles Kean (fill d'Edmund), al Princess's Theatre de Londres del 1850 al 1859, va adoptar una visió antiquària de la representació de Shakespeare, establint el seu Macbeth a una Escòcia del segle xi històricament precisa. La seva dama principal, Ellen Tree, va crear un sentit de la vida interior del personatge: el crític del The Times va dir: "El rostre que ella va assumir ... quan va atraure a Macbeth en el seu curs del crim, va ser realment aterrador en intensitat, ja que si denota una fam després de la culpa". A el mateix temps, els efectes especials arribaven a ser populars: per exemple, al Macbeth de Samuel Phelps les bruixes estaven darrere de gasa verdaa, el que els permetia aparèixer i desaparèixer mitjançant la il·luminació de l'escenari.
El 1849, les representacions rivals de l'obra van provocar els aldarulls d'Astor Place a Manhattan. El popular actor nord-americà Edwin Forrest, de qui es deia que Macbeth era com "el ferotge cap d'una tribu bàrbar", va tenir el paper central al teatre Broadway amb aclamació popular, mentre que el "cervell i patrici" actor anglès Macready, interpretant el mateix paper a l'Astor Place Opera House, va patir constants molèsties. L'enemistat existent entre els dos homes (Forrest havia xiulat obertament a Macready en una actuació recent de Hamlet a Gran Bretanya) va ser assumida pels partidaris de Forrest, formats per la classe treballadora i la classe mitjana baixa i els agitadors anti-britànics, amb ganes d'atacar els patrons pro-britànics de la classe alta de l'Opera House i els Macready, de mentalitat colonial. No obstant això, Macready va interpretar el paper de nou tres dies després a una casa plena de gent mentre una multitud enfadada es reunia a fora. La milícia encarregada de controlar la situació va disparar contra la multitud. En total, 31 antiavalots van morir i més de 100 van resultar ferits.
Charlotte Cushman és l'única entre els intèrprets de Shakespeare del segle xix en aconseguir l'estrellat en els rols d'ambdós gèneres. El seu debut a Nova York va ser Lady Macbeth el 1836, i més tard seria admirada a Londres amb el mateix paper a mitjan anys 1840. . Helen Faucit es considerava l'encarnació de les nocions de feminitat de l'època victoriana. Però per aquest motiu va fracassar en gran manera quan finalment va interpretar a Lady Macbeth el 1864: el seu seriós intent d'encarnar els aspectes més grossos del personatge de Lady Macbeth va ser durament contra la seva imatge pública. Adelaide Ristori, la gran actriu italiana, va portar Lady Macbeth a Londres el 1863 en italià, i de nou el 1873 en una traducció a l'anglès tallada de tal manera que fos, en efecte, la tragèdia de Lady Macbeth.

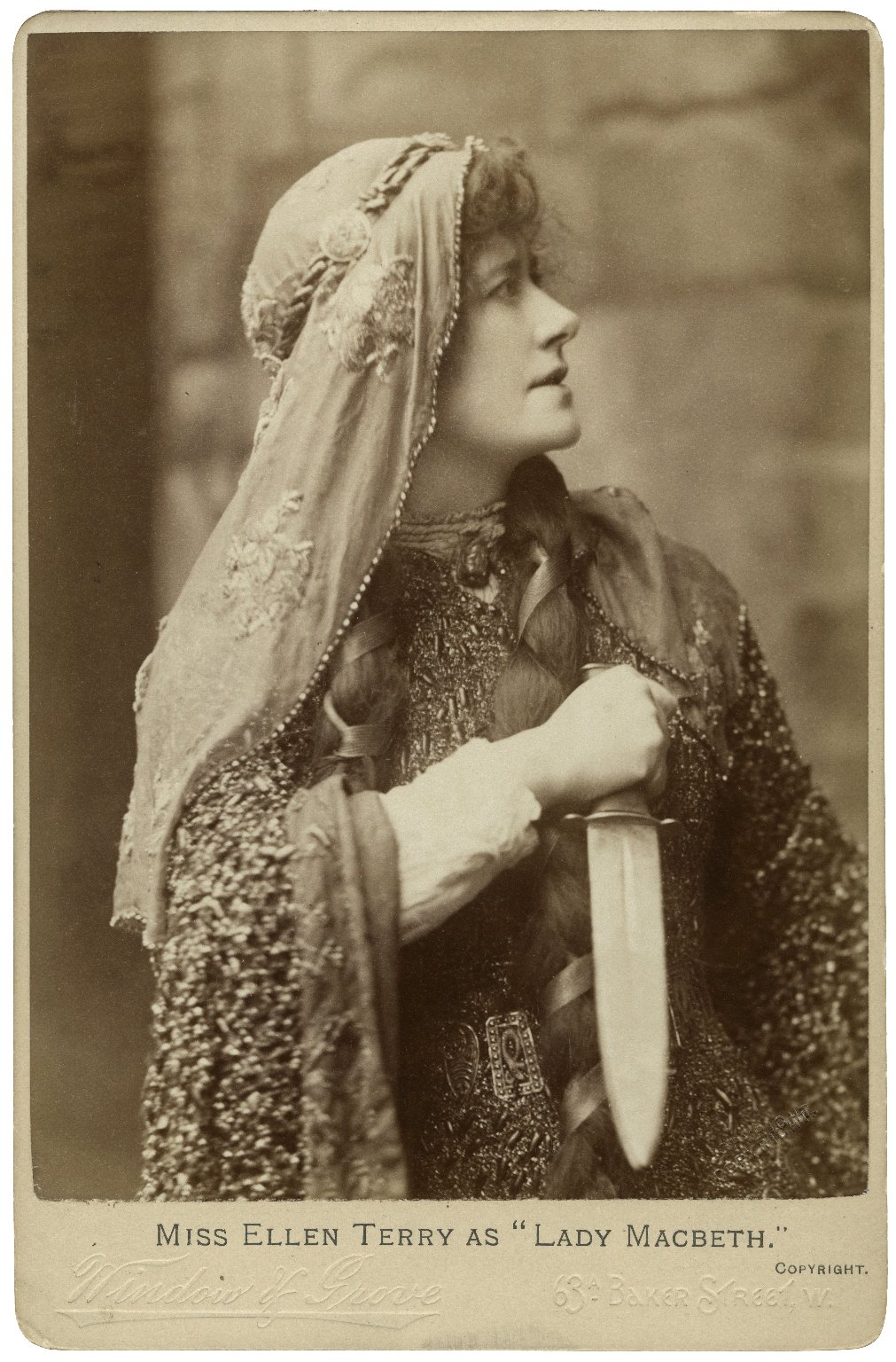
Fotografia d'Ellen Terry com a Lady Macbeth, una producció de 1888

Henry Irving va ser el més reeixit dels actors-gestors de la tardor victoriana, però el seu Macbeth no va aconseguir el favor del públic. El seu desig de credibilitat psicològica va reduir certs aspectes del paper: va descriure Macbeth com un soldat valent, però un covard moral, i el va interpretar tranquil·lament per la consciència, ja que contemplava clarament l'assassinat de Duncan abans del seu encontre amb les bruixes. La protagonista d'Irving era Ellen Terry, però Lady Macbeth no va tenir èxit amb el públic, per a qui un segle d'actuacions influïdes per Sarah Siddons havia creat expectatives en desacord amb la concepció de Terry sobre el paper.
El Macbeths europeu de finals del segle xix tenia com a objectiu la talla heroica, però a costa de la subtilesa: es deia que Tommaso Salvini a Itàlia i Adalbert Matkowsky a Alemanya inspiraven temor, però que van provocar poca pena.

### seglexxi fins al present
| «               | I llavors Lady Macbeth diu:" El que ve / S'ha de proveir ". És una línia increïble. Va a interpretar com a amfitriona de Duncan a Dunsinane i "proporcionar" és el que sempre fan les amables hostesses. És una meravella d'una línia a tocar perquè les reverberacions fan la vostra actuació, feu que el públic digui "Aaaagh! | » |
| — Sinéad Cusack | |   |

Dues novetats van canviar la naturalesa de l'actuació de Macbeth al segle xx: primer, desenvolupaments en l'ofici d'actuar en si mateix, especialment les idees de Stanislavski i Brecht; i segon, l'ascens del dictador com a icona política. Aquest últim no sempre ha ajudat la representació: és difícil simpatitzar amb un Macbeth basat en Hitler, Stalin o Idi Amin.
Barry Jackson, al Birmingham Repertory Theatre el 1923, va ser el primer dels directors del segle xx que va vestir Macbeth amb vestits moderns.

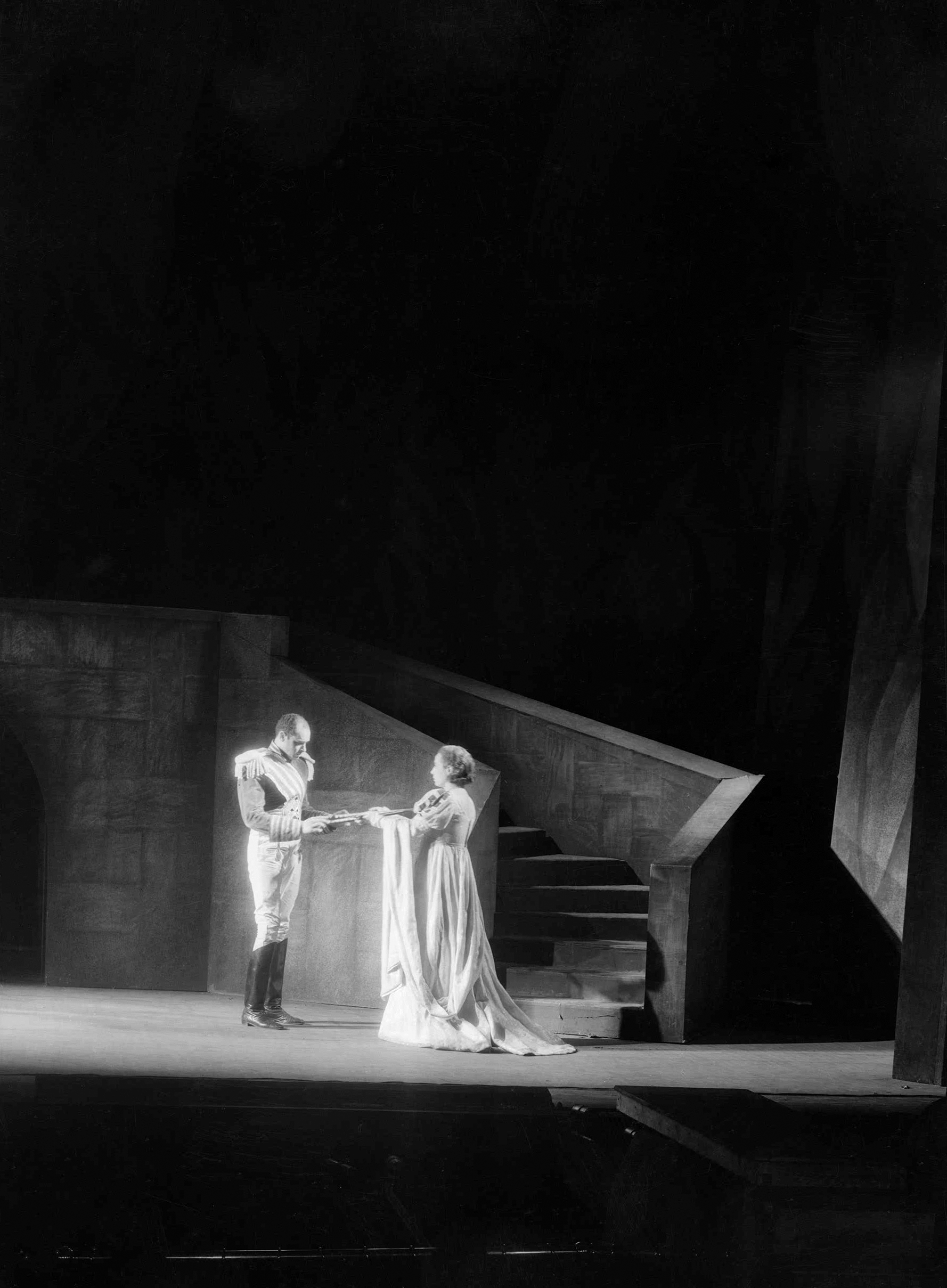
Jack Carter i Edna Thomas a la producció del Federal Theatre Project, coneguda com a Voodoo Macbeth (1936)

El 1936, una dècada abans de la seva adaptació cinematogràfica de l'obra, Orson Welles va dirigir Macbeth per a la Unitat de Teatre Negre del Federal Theatre Project al  Teatre Lafayette de Harlem, utilitzant actors negres i ambientant l'acció a Haití: amb bateries i rituals vudú per establir les escenes de les Bruixes. La producció, batejada com The Voodoo Macbeth, va resultar inflamadora després dels disturbis de Harlem, acusada de burlar-se de la cultura negra i de "una campanya contra els negres burlescos" fins que Welles va convèncer a la multitud que el seu ús d'actors negres i vudú va fer importants declaracions culturals.
Una representació que sovint es fa referència com a exemple de la maledicció de l'obra va ser la producció a l'aire lliure dirigida per Burgess Meredith el 1953 a la colònia britànica de les Bermudes, protagonitzada per Charlton Heston. Utilitzant l'imponent espectacle del fort de Santa Catalina com a element clau del conjunt, la producció va patir una gran quantitat de contratemps, inclòs que Charlton Heston va patir cremades quan es van incendiar les seves malles.
El consens crític és que hi ha hagut tres grans Macbeths a l'etapa de parla anglesa al segle xx, tots ells començant a Stratford-upon-Avon: Laurence Olivier el 1955, Ian McKellen el 1976 i Antony Sherel 1999. La interpretació retrat d'Olivier (dirigit per Glen Byam Shaw, amb Vivien Leigh com Lady Macbeth) va ser immediatament aclamat com una obra mestra. Kenneth Tynan va expressar l'opinió que va tenir èxit perquè Olivier va construir el paper al punt culminant al final de l'obra, mentre que la majoria dels actors gasten tot el que tenen en els dos primers actes.
L'obra va causar greus dificultats a la Royal Shakespeare Company, especialment al (llavors)Shakespeare Memorial Theatre. La producció de Peter Hall del 1967 va ser (en paraules de Michael Billington) "un desastre reconegut" amb l'ús de fulles reals de Birnham Wood fent riures no sol·licitades durant la primera nit, i la producció de Trevor Nunn el 1974 va ser (de nou Billington) "un excés de elaborat espectacle religiós".
Però Nunn va assolir l'èxit de la RSC en la seva producció del 1976 a l'intim Other Place, amb Ian McKellen i Judi Dench en els papers centrals. Un petit repartiment funcionava dins d'un cercle senzill, i el Macbeth de McKellen no tenia res de noble ni simpàtic, sent un manipulador en un món de personatges manipuladors. Eren una parella jove, apassionada físicament, "no monstres sinó éssers humans reconeixibles", but però la seva relació es va anar atrofiant a mesura que avançava l'acció.
La RSC va assolir novament l'èxit de la crítica en la producció de Gregory Doran de 1999 a The Swan, amb Antony Sher i Harriet Walter en els papers centrals, demostrant una vegada més la idoneïtat de l'obra per a espais més petits. Les bruixes de Doran van dir les seves línies a un teatre en una foscor absoluta, i la imatge visual inicial era l'entrada de Macbeth i Banquo a les boines i les fatigues de la guerra moderna, portades a les espatlles de les tropes triomfants. En contrast amb Nunn, Doran va presentar un món en què el rei Duncan i els seus soldats eren en última instància benignes i honestos, augmentant la desviació de Macbeth (que sembla genuïnament sorprès per les profecies de les bruixes) i de Lady Macbeth en la conspiració per matar el rei. L'obra va dir poc sobre la política, en lloc de presentar poderosament el col·lapse psicològic dels seus personatges centrals.
Macbeth va tornar a la RSC el 2018, quan Christopher Eccleston va fer el paper principal, amb Niamh Cusack com la seva dona, Lady Macbeth. L'obra es va traslladar posteriorment al Barbican de Londres.
A Praga, controlada pels soviètics, el 1977, davant la il·legalitat de treballar als teatres, Pavel Kohout va adaptar Macbeth a un abreujament de 75 minuts per a cinc actors, adequat per "portar un espectacle en una maleta a les cases de la gent".
L'espectacle no va estar de moda al teatre occidental al llarg del segle xx. No obstant això, a l'Àsia oriental, produccions espectaculars han obtingut un gran èxit, inclosa la producció de Yukio Ninagawa del 1980 amb Masane Tsukayama com a Macbeth, ambientada a la guerra civil japonesa del segle xvi. La crítica del tour del mateix director a Londres el 1987 va ser àmpliament elogiada per la crítica, tot i que (com la majoria del públic) eren incapaços d'entendre la importància dels gestos de Macbeth, l'enorme altar budista que dominava el plató o els pètals que queien de els cirerers.
La producció de l'Acadèmia Central de Drama de Xu Xiaozhong a Beijing, el 1980, va fer tots els esforços possibles per ser poc polítics (necessaris després de la Revolució Cultural): tot i així, el públic encara percebia correspondències entre el personatge central (que el director havia modelat segons Louis Napoleon) i Mao Zedong. Shakespeare sovint s'ha adaptat a les tradicions indígenes de teatre, per exemple, el Kunju Macbeth de Huang Zuolin va realitzar a la inauguració de l'Festival de Shakespeare xinesa de 1986. De la mateixa manera, el Barnam Vana de B.V. Karanth de 1979 s'havia adaptatMacbeth a la tradició Yakshagana de Karnataka, Índia. El 1997, Lokendra Arambam va crear Stage of Blood, fusionant diversos estils d'arts marcials, dansa i gimnàstica de Manipur, interpretats a Imphal i a Anglaterra. L'escenari era literalment una bassa en un llac.
Tron de Sang (蜘蛛 巣 城 Kumonosu-jō, Spider Web Castle) és una pel·lícula de samurai japonesa del 1957 co-escrita i dirigida per Akira Kurosawa. La pel·lícula transposa Macbeth de l'Escòcia medieval al Japó feudal, amb elements estilístics extrets del drama Noh. Kurosawa era fan de l'obra i va planejar la seva pròpia adaptació durant diversos anys, posposant-la després de conèixer Macbeth (1948), d'Orson Welles. La pel·lícula va guanyar dos premis Mainichi

## Adaptacions
Al llarg de la història s'han realitzat diverses adaptacions de l'obra de Macbeth.

### Cinema[129]
- Macbeth (Orson Welles, 1948)
- Macbeth (George Schaeffer, 1954)
- Joe MacBeth (Ken Hughes, 1955)
- Tron de sang (Akira Kurosawa, 1948)
- Macbeth (Paul Almond, 1961)
- La tragèdia de Macbeth (Pedro Amalio López, 1966)
- Macbeth (Roman Polanski, 1971)
- A Performance of Macbeth (Philip Casson, 1979)
- Macbeth (Béla Tarr, 1982)
- Macbeth (Jack Gold, 1983)
- Homes de respecte (William Reilly, 1990)
- Macbeth (Nikolai Serebryakov, 1992)
- Sangrador (Leonardo Henríquez, 2000)
- Macbeth (Alexander Abela, 2001)
- Scotland, PA (Billy Morrissette, 2002)
- Maqbool (Vishal Bhardwaj, 2003)
- William Shakespeare's Macbeth (Angus MacFadyen, 2005)
- Macbeth (Mark Brozel, 2005)
- Macbeth (Geoffrey Wright, 2006)
- Macbeth (Ruper Goold, 2010)
- Macbeth (Justin Kurzel, 2015)
- Makbet (Andrzej Wajda, 2010)
- Macbeth (Kit Monkman, 2018)
- The Tragedy of Macbeth (Joel Coen, 2021)

### Òpera
- John Eccles: Macbeth (1694, masque)
- Richard Leveridge: Macbeth (1702)
- John Abraham Fischer: Macbeth (1780)
- André Hippolyte Chélard: Macbeth (1827)
- Giuseppe Verdi: Macbeth (1847)
- Wilhelm Taubert: Macbeth (1857, Friedrich Hartwig Eggers)
- Ernest Bloch: Macbeth (1910)
- Vincenzo Ferroni: Macbeth (1922)
- Bruno Maderna: Macbeth (1962, coreodrama)
- Herman Koppel: Macbeth (1970)
- Josep Soler i Sardà: Macbeth (1989)
- Antonio Bibalo: Macbeth (1990)
- Iain Hamilton: The tragedy of Macbeth (1994)
- Jan Sandström: Macbeth (1996, K. G. Johansson)
- Salvatore Sciarrino: Macbeth (2002, 6-6, Festspiele, Schwetzingen; S. Sciarrino)
- Norbert Zehm: Cadence Macbeth: the rise of Prince Lulach (2010, 6-11, Tiroler Landestheater, Innsbruck (Àustria); Peter Wolf)

## La maledicció deMacbeth
Tot i que avui hom considera que qualsevol incident desafortunat al voltant d'una producció és una mera coincidència, els actors i d'altres membres de la indústria teatral sovint consideren que dona mala estrugança mencionar "Macbeth" pel nom dins d'un teatre, i sovint s'hi refereixen indirectament, com per exemple, "L'obra escocesa", o "MacBee", o quan es refereixen al personatge i no a l'obra, "Sr. i Sra. M" o "El rei escocès" ("Mr. and Mrs. M", o "The Scottish King").
Això és degut al fet que es diu que Shakespeare (o els revisors de l'obra) va fer servir els embruixos d'un ritual de màgia negra practicat al segle xvii a la primera escena de l'acte IV, ocasionant la ira de les bruixes i maleint l'obra. Així doncs, mencionar el nom de l'obra dins d'un teatre fa que es cregui que maleirà la producció per fracassar, i potser causi alguna lesió física en els actors. Hi ha històries d'accidents, desgràcies i fins i tot morts durant les produccions de Macbeth.
D'acord amb l'actor Sir Donald Sinden a la seva sèrie de televisió a Sky Arts Great West End Theares,
| « | contràriament al mite popular, la tragèdia de Shakespeare Macbeth no és l'obra desafortunada que a la superstició li agrada retratar. Exactament és a l'inrevés! L'origen d'aquesta història data d'abans dels temps de teatre de repertori quan cada poble i ciutat tenien com a mínim un grup de teatre per entretenir el poble. Si una obra no anava bé, era retirada i substituïda per una que fos de l'agrat del públic: Macbeth garantia tenir el teatre ple! Així que quan el diari teatral "The Stage" va publicar-se, senyalant que estava a tots els teatres del país, va ser notícia que els espectacles no havien estat interpretats la setmana anterior, car havien estat substituïts per una que segur agradés el públic. Més actors han mort durant les representacions de Hamlet que a "l'obra escocesa" mentre que la professió la segueix anomenant així. Està prohibit anomenar-la així des de darrera l'escenari perquè això faria que l'obra fos un desastre i hagués de ser substituïda, causant atur. | » |

### Edicions deMacbeth
- Shakespeare, William; 0. Macbeth.  Nova York: Chelsea House, 2008. ISBN 978-0-7910-9842-4.
- Shakespeare, William; Oliva, Salvador. Macbeth.  Barcelona: Edicions Vicens-Vives SA, 1998 (Obra dramàtica complerta de William Shakespeare). ISBN 84-316-2580-5.
- Shakespeare, William; 0. Macbeth.  Cambridge: Cambridge University Press, 1997. ISBN 978-0-521-29455-3.
- Shakespeare, William; 0. Macbeth.  Oxford: Oxford University Press, 2008. ISBN 978-0-19-953583-5.
- Shakespeare, William; 0. Macbeth.  Londres: Bloomsbury Publishing, 2015. ISBN 978-1-904271-40-6.
- Shakespeare, William; 0. Macbeth.  Boston: Houghton Mifflin, 1974. ISBN 0-395-04402-2.
- Shakespeare, William; 0. Macbeth. 11th.  The Arden Shakespeare, second series, 1984. ISBN 978-1-903436-48-6.
- Shakespeare, William; 0. The Tragedie of Macbeth: A Frankly Annotated First Folio Edition.  Jefferson, North Carolina: McFarland, 2012. ISBN 978-0-7864-6479-1.
- Shakespeare, William; 0. Shakespeare's Tragedy of Macbeth.  Nova York: Silver, Burdett, & Co., 1889.